# گریز شیرین
گریز شیرین (به انگلیسی: The Sweet Escape) دومین آلبوم از هنرمند اهل ایالات متحده آمریکا گوئن استفانی است که در ۱ دسامبر ۲۰۰۶ منتشر شد.